# Bhilwara
Bhilwara est une ville indienne située dans le district de Bhilwara dans l'État du Rajasthan. En 2011, sa population était de 370 009 habitants.

## Source de la traduction
- (en) Cet article est partiellement ou en totalité issu de l’article de Wikipédia en anglais intitulé « Bhilwara » (voir la liste des auteurs).